# Menez Dregan
Pour les articles homonymes, voir Menez.
Menez Dregan est un site préhistorique de la commune de Plouhinec, près d'Audierne dans le Finistère (Bretagne, France). Cette grotte marine effondrée a livré des niveaux d'habitat du Paléolithique inférieur datant de 350 à 500 000 ans AP. Des indices de feux entretenus découverts dans les niveaux inférieurs comptent parmi les plus anciens connus dans le monde : seuls quatre autres sites connus possèdent des foyers aussi anciens à Terra Amata (Alpes-Maritimes), Bilzingsleben (Allemagne) ,Vértesszőlős (Hongrie) et Zhoukoudian (Chine).
La grotte est protégée par une carapace de plaques métalliques en dehors des campagnes de fouilles.
Elle fait partie d'un ensemble archéologique préhistorique comprenant la nécropole mégalithique de la pointe du Souc'h et l'allée couverte de Porz Poul'han. Un sentier de découverte longe le sentier côtier, reliant ces trois sites. Dans une maison restaurée à proximité s'est ouvert au printemps 2012 le centre d'interprétation du patrimoine archéologique de Menez Dregan.

## Historique des recherches
Découvert en 1985 par Bernard Hallégouët, le site a fait l'objet de sondages en 1988 et 1989 et est fouillé sans interruption tous les étés depuis 1991. En dehors des campagnes de fouille, le site est protégé par une carapace de plaques métalliques afin de le protéger de l'érosion marine et des fouilles clandestines.
Après 32 ans, la dernière campagne de fouilles est organisée pendant l'été 2020 : les chercheurs sont parvenus à la couche 9, la plus ancienne, datée de 465 000 ans (la couche 10, en dessous, est stérile et n'a donc pas d'intérêt archéologique). En tout ce sont plus de 150 000 objets (pollens, charbons, os, outils, etc.) qui ont été inventoriés et étudiés au laboratoire d'archéologie de Rennes. Le site sera désormais ouvert à la visite en permanence.

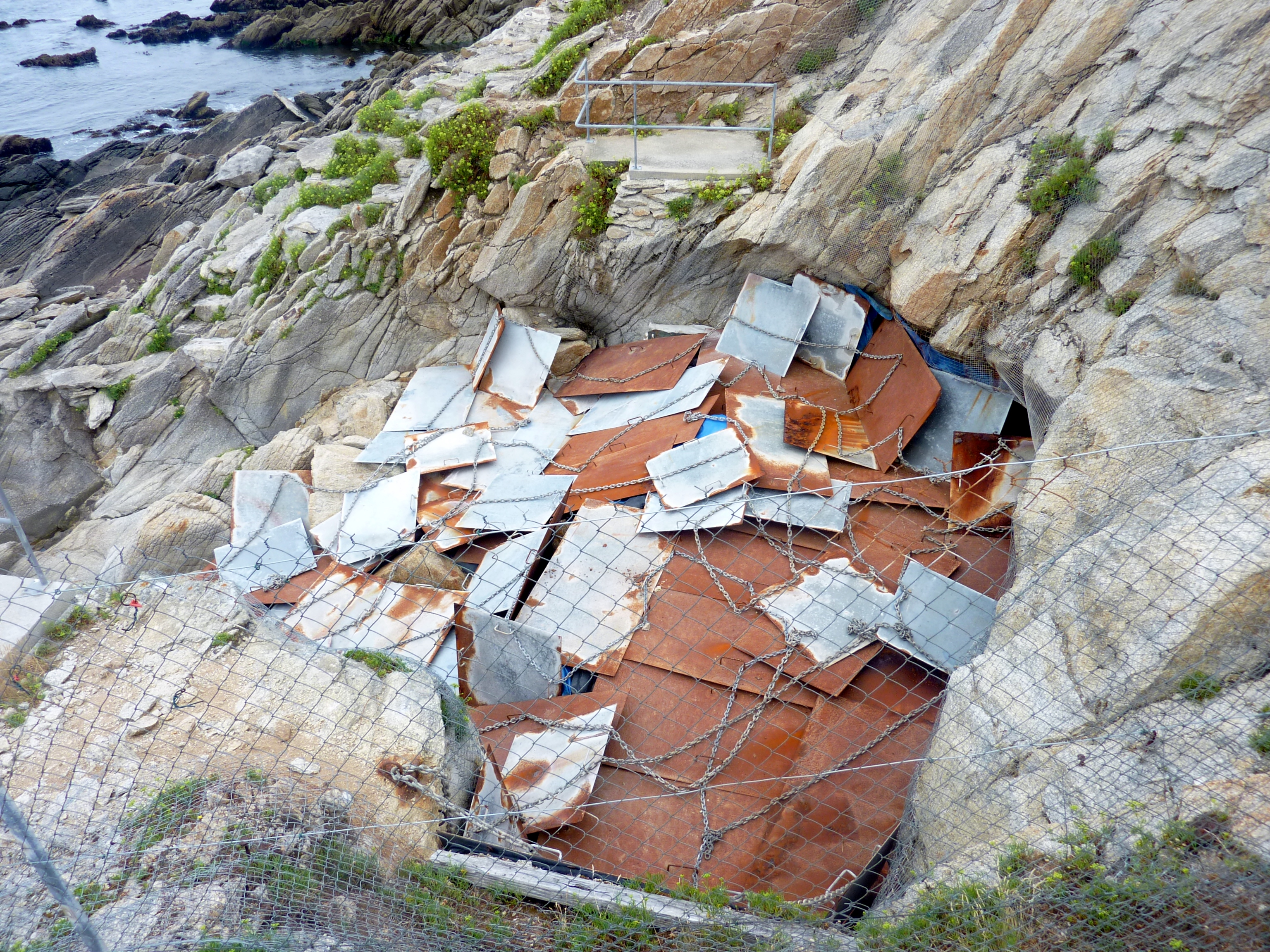
Les plaques métalliques protégeant la grotte de Menez Dregan en dehors des campagnes de fouilles.

Pendant les fouilles, la position exacte des artéfacts est enregistrée à l'aide d'un tachéomètre, ce qui permet de resituer les objets sur plan. Les sédiments balayés pendant la fouille sont tamisés à l'eau de mer, afin de récupérer tous les petits déchets de taille, et de comprendre l'organisation de l'habitat paléolithique.

## Séquence stratigraphique
Le gisement occupe un couloir d'abrasion marine se terminant par une ancienne grotte dont le plafond s'est progressivement effondré, à différentes époques d'occupation humaine. Ce sont ces effondrements qui ont protégé le site de l'érosion marine. La séquence stratigraphique comprend une alternance de dépôts littoraux, de couches d'effondrements et de dépôts de versants, parfois tronqués par l'érosion marine. Lors de l'occupation du site, le trait de côte se trouvait à une distance de 5 à 10 km, la baie d'Audierne était alors en partie émergée, formant une grande plaine en contrebas de la grotte, dans laquelle vivaient de grands herbivores.
Plusieurs niveaux archéologiques témoignent d'occupations humaines successives ; de la plus ancienne à la plus récente, il s'agit des couches 9 , 8, 7, 6, 5 et 4, couvrant une période de 300 000 ans, qui s'étale entre - 500 000 et - 200 000 ans.
La grotte effondrée a abrité à maintes reprises, entrecoupées par des périodes de dépôts marins qui attestent des variations du niveau de la mer, des groupes humains entre - 500 000 et - 200 000 ans BP. Ces hommes ont laissé dans la grotte des milliers d'outils et d'éclats de taille (plus de 200 000 objets archéologiques ont été retirés de la fouille, étudiés en détail dans les laboratoires de l'Université de Rennes I), principalement des éclats de silex et des galets aménagés (choppers), ainsi que des vestiges de foyers (plus d'une dizaine de foyers ou de sites de combustion ont été repérés sur la fouille à ce jour) attestés par la présence de silex brûlés et de végétaux carbonisés, qui sont parmi les plus anciennes traces connues au monde de la maîtrise du feu par l'homme, et les plus anciennes en Europe occidentale.
Des conditions géochimiques très particulières ont permis une relative conservation des ossements, exceptionnelle en Bretagne. Les vestiges osseux sont toutefois très dégradés et il est généralement impossible de les déterminer par les méthodes paléontologiques classiques. Des méthodes basées sur l'étude de l'ADN conservé dans les os ont permis de déterminer la présence de périssodactyles et d'artiodactyles.

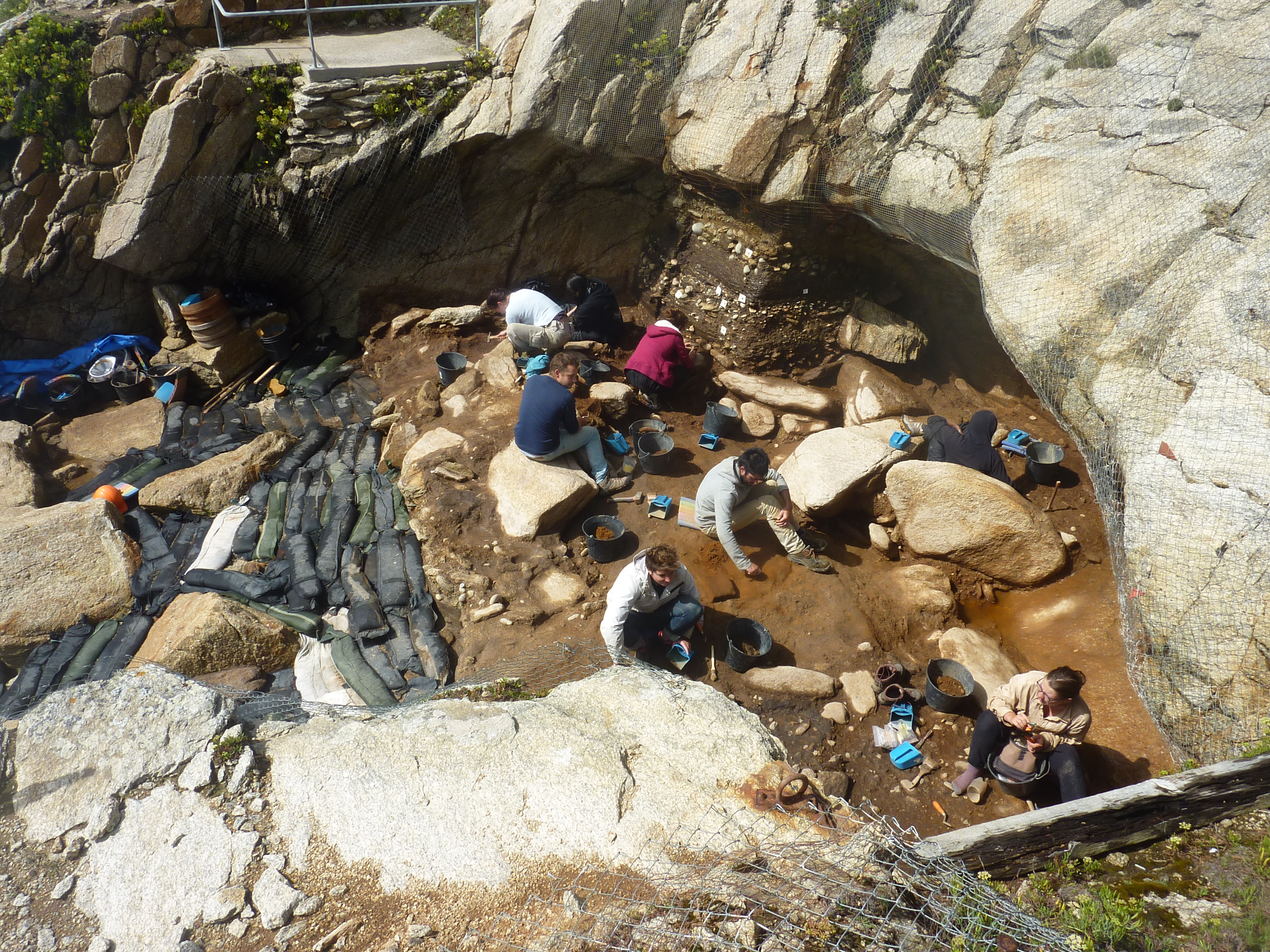
Fouilles en cours dans la grotte effondrée de Menez Dregan le 26 août 2015.
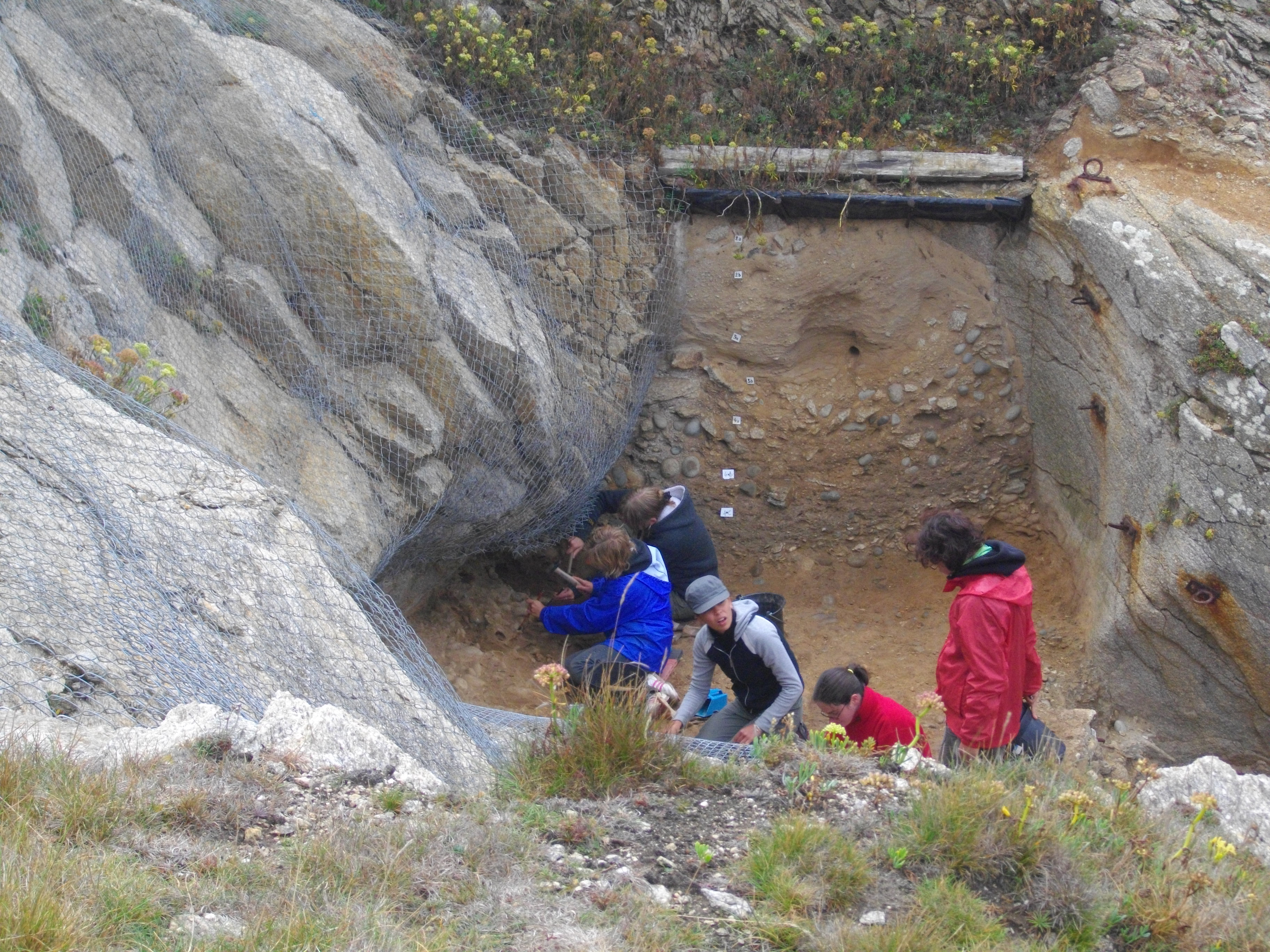
Fouilles en cours.
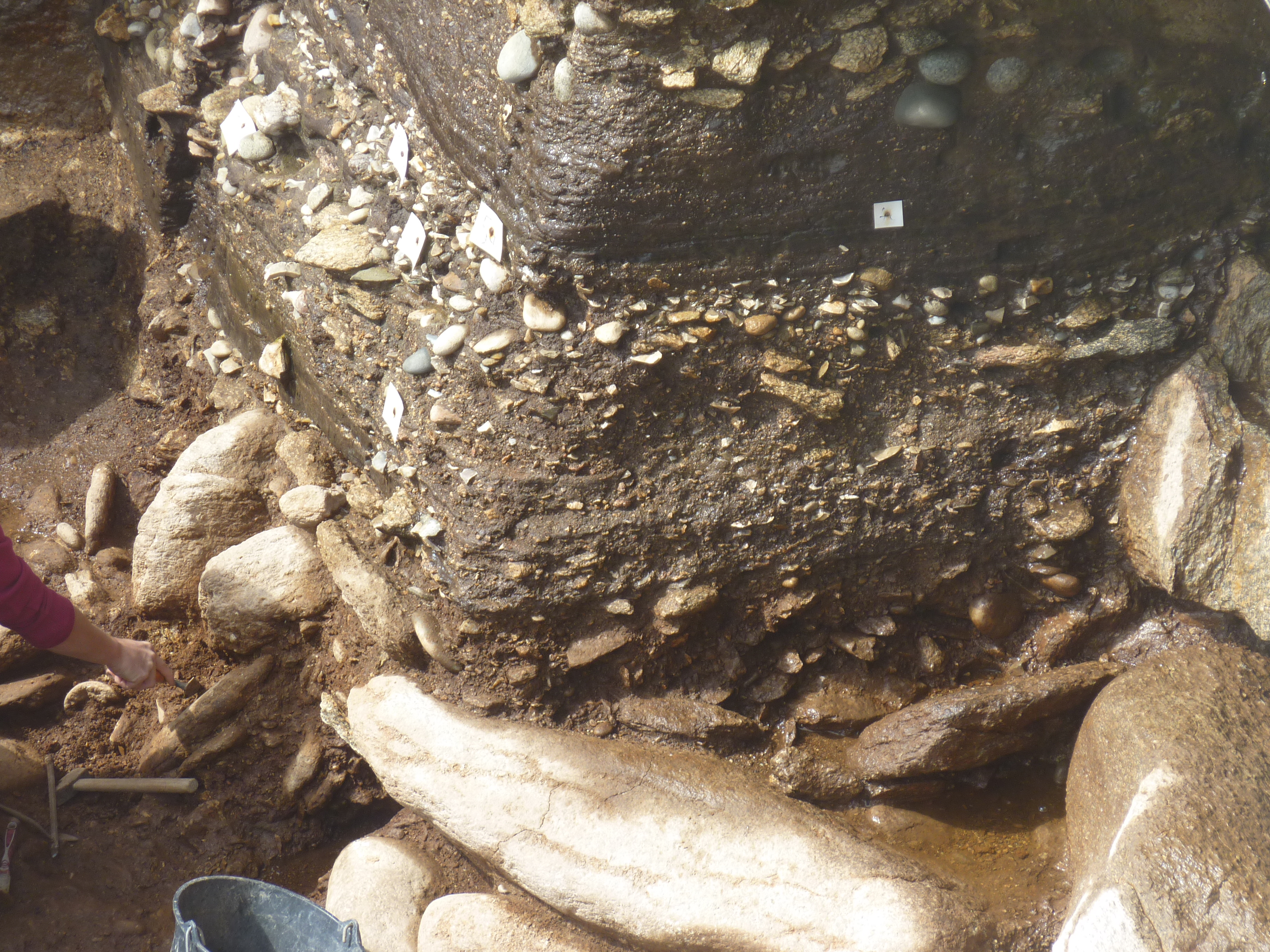
Grotte effondrée de Menez Dregan : vue en gros plan des couches archéologiques en cours de fouilles (26 août 2015).
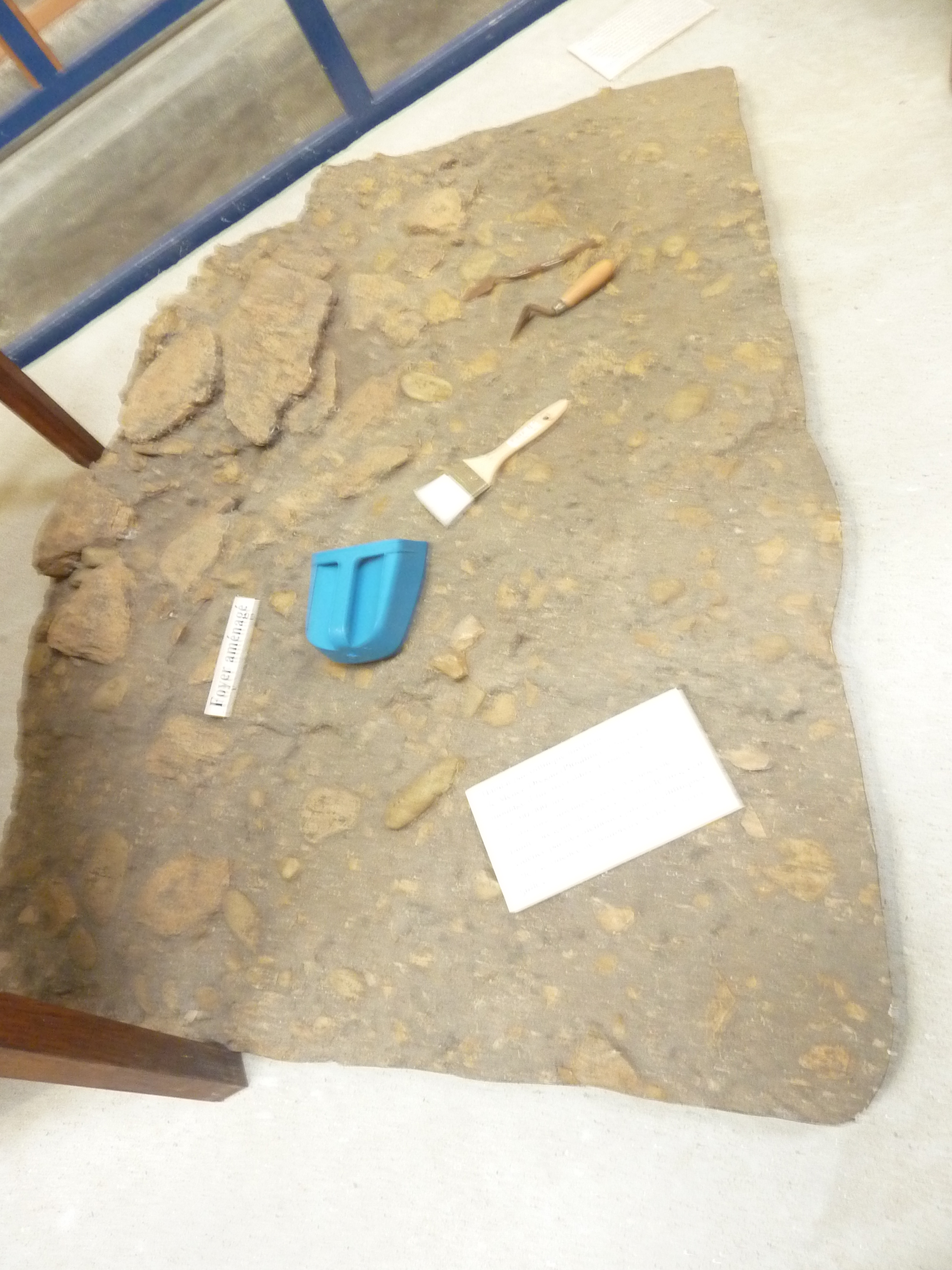
Moulage d'un foyer de la couche 5c, datant de 300 000 ans environ (paléolithique inférieur) (Musée de la préhistoire finistérienne de Penmarc'h).

## Présence de foyers et d'indices de combustion
La couche 5c a livré une structure constituée de huit pierres disposées en cercle, associée à une concentration de charbon de bois et à quelques silex rougis par l'action du feu. La couche 5e/5 a livré une structure composée de six galets de quartz disposés en arc de cercle entourant une concentration charbonneuse. Des mesures de susceptibilité magnétique indiquent qu'il s'agit d'un foyer dans lequel le feu a été entretenu et localisé. Les sédiments chauffés de ce foyer ont été datés par RPE (369 000 +/- 47 000 ans BP et 396 000 +/- 45 000 BP).
À la base de la séquence, les couches 7 et 9 (465 000 +/- 65 000 ans BP) ont également livré des indices de combustion qui pourraient correspondre à la plus ancienne trace de feu maîtrisé par l'homme.

## Industrie lithique
L'industrie lithique est relativement homogène sur l'ensemble de la séquence. Elle comprend une composante dominante sur éclats, surtout en silex, et des galets taillés essentiellement en grès. Les matériaux utilisés sont locaux et ont été taillés sur place. L'outillage sur éclat comprend des denticulés, des encoches et des racloirs. Quelques rares bifaces, généralement partiels, ont également été mis au jour. Cette industrie a été rattachée au faciès colombanien défini par Jean-Laurent Monnier.